# Biblioteca Pública de Olinda
A Biblioteca Pública de Olinda é uma biblioteca pública localizada na cidade de Olinda, no estado de Pernambuco, Brasil. Possui um acervo com cerca de 22 mil volumes e está sediada no bairro do Carmo.

## História
Foi criada por decreto de Dom Pedro I em 1830, quando a cidade ainda era capital do estado. Foi a primeira biblioteca pública de Pernambuco e a 5ª a ser estabelecida no Brasil.
O imóvel da Biblioteca Pública de Olinda está instalado na Casa 100, da Praça do Carmo, no Convento de São Francisco, construído no século XVII e tombado como patrimônio histórico municipal, estadual e nacional. Sua primeira alocação no local ocorreu em 1830, transferindo-se posteriormente de outras edificações. Atualmente, o acervo que conta com cerca de 22 000 volumes atende públicos variados — desde estudantes até pesquisadores — funcionando como importante centro cultural da região metropolitana de Recife.

## Arquitetura
O prédio que abriga a Biblioteca Pública de Olinda está instalado na Casa 100, na Praça do Carmo, antiga edificação pertencente ao Convento de São Francisco, construída no século XVII e tombada como patrimônio histórico no Sítio Histórico de Olinda. O imóvel é um dos mais antigos do município e foi retratado no século XVII pelo pintor neerlandês Frans Post.

## Curiosidades
- Foi a primeira biblioteca pública de Pernambuco e a quinta do Brasil, criada por decreto imperial de Dom Pedro I em 1830.
- Em 1984, o casarão da Praça do Carmo foi incorporado e restaurado para abrigar a biblioteca, que passou a funcionar no local a partir de 1996.
- O acervo conta com cerca de 22 000 volumes, incluindo obras literárias, técnicas e históricas, atendendo desde estudantes até pesquisadores.
- O espaço também abriga exposições permanentes, como ilustrações de Gilberto Freyre e Fernando Florêncio.